# Memorial Erinpura
El Memorial Erinpura, és un monument que es troba en el cementiri nacional de policies i soldats en el Mont Herzl, a Jerusalem. El memorial, està dedicat als 139 soldats de l'Exèrcit britànic de la unitat militar 462 del Mandat Britànic de Palestina que servien en el vaixell SS Erinpura, i que van perdre la vida en una batalla en el nord d'Àfrica, després d'un atac de la Luftwaffe, la força aèria del Tercer Reich.
El monument està al costat del jardí dels soldats desapareguts en el Mont Herzl. Va ser construït en 1985 per l'arquitecte Asher Hirem. El memorial ha estat construït amb formigó, en un mur que ha estat cobert de pedres. En el terra, en dos costats d'una piscina, hi ha escrits els noms dels 137 soldats que es van ofegar en la mar Mediterrània. El seu lloc l'enterrament és desconegut, hi ha uns forats al terra per a posar-hi les flors. Dos soldats de la unitat estan enterrats en els cementiris de l'Armada britànica a Trípoli, Líbia, i un altre és enterrat a Anglaterra. Una cerimònia pels soldats caiguts té lloc en el Dia de l'Holocaust (Yom Ha-Xoà).

## Galeria

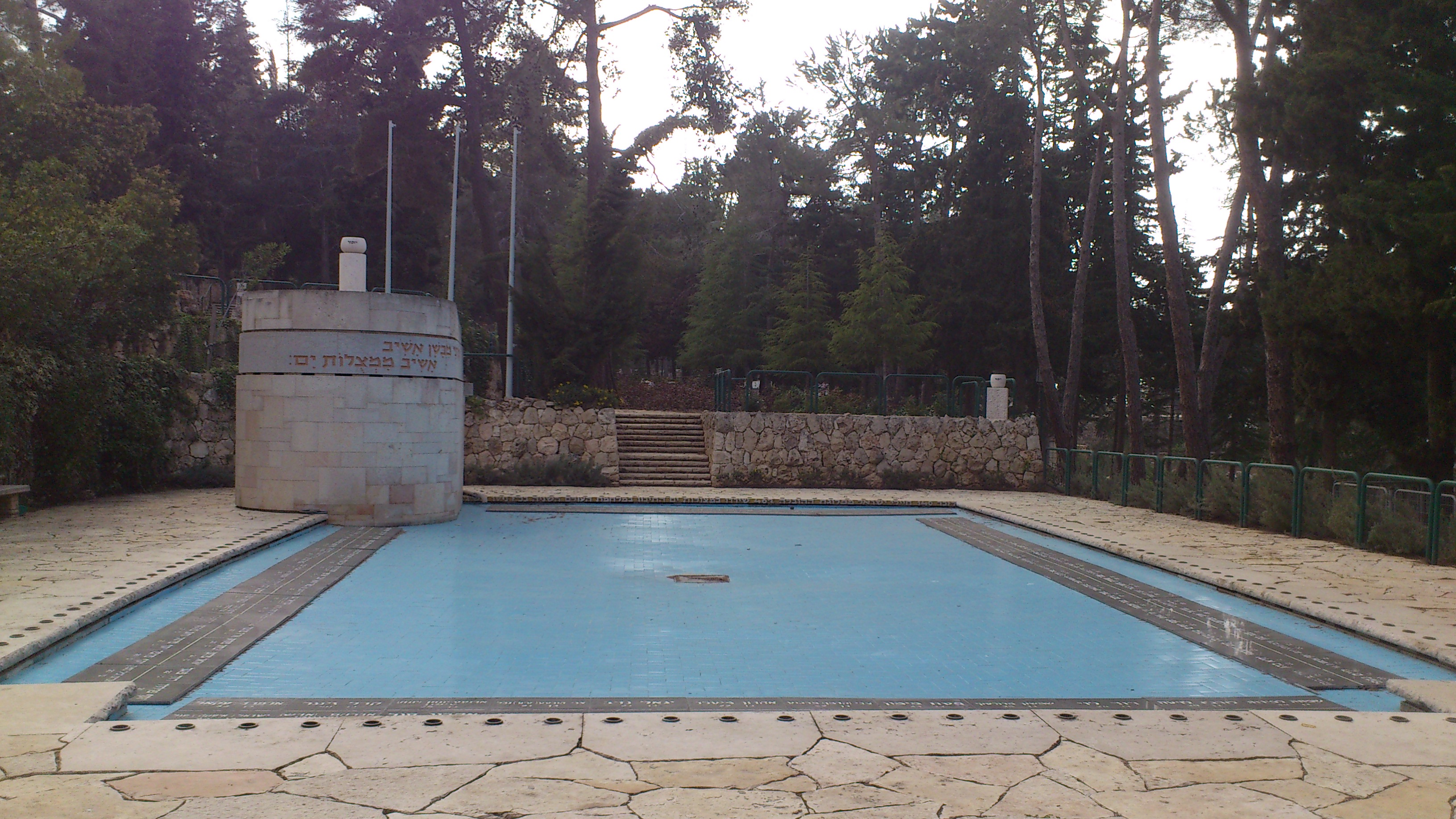
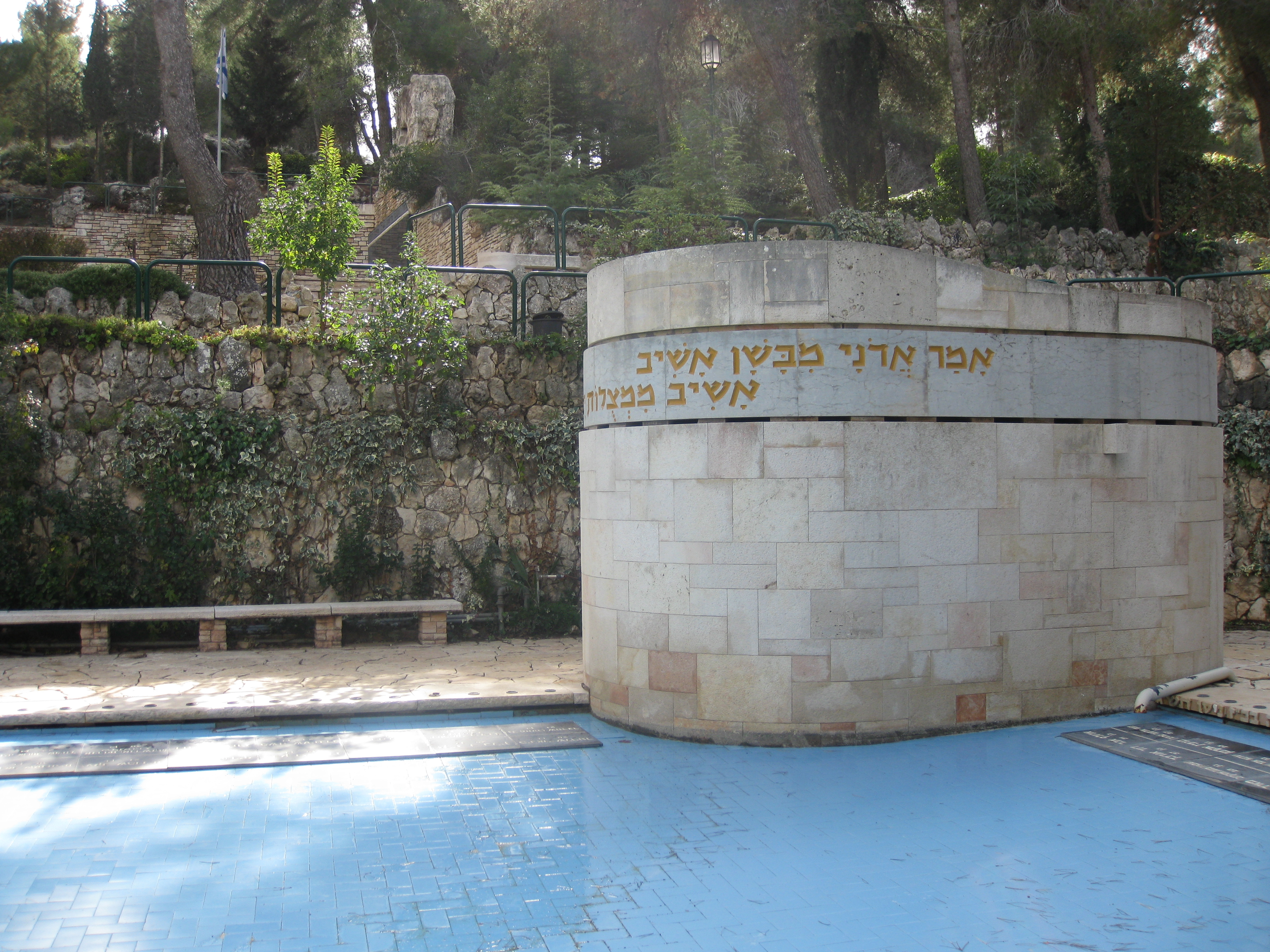
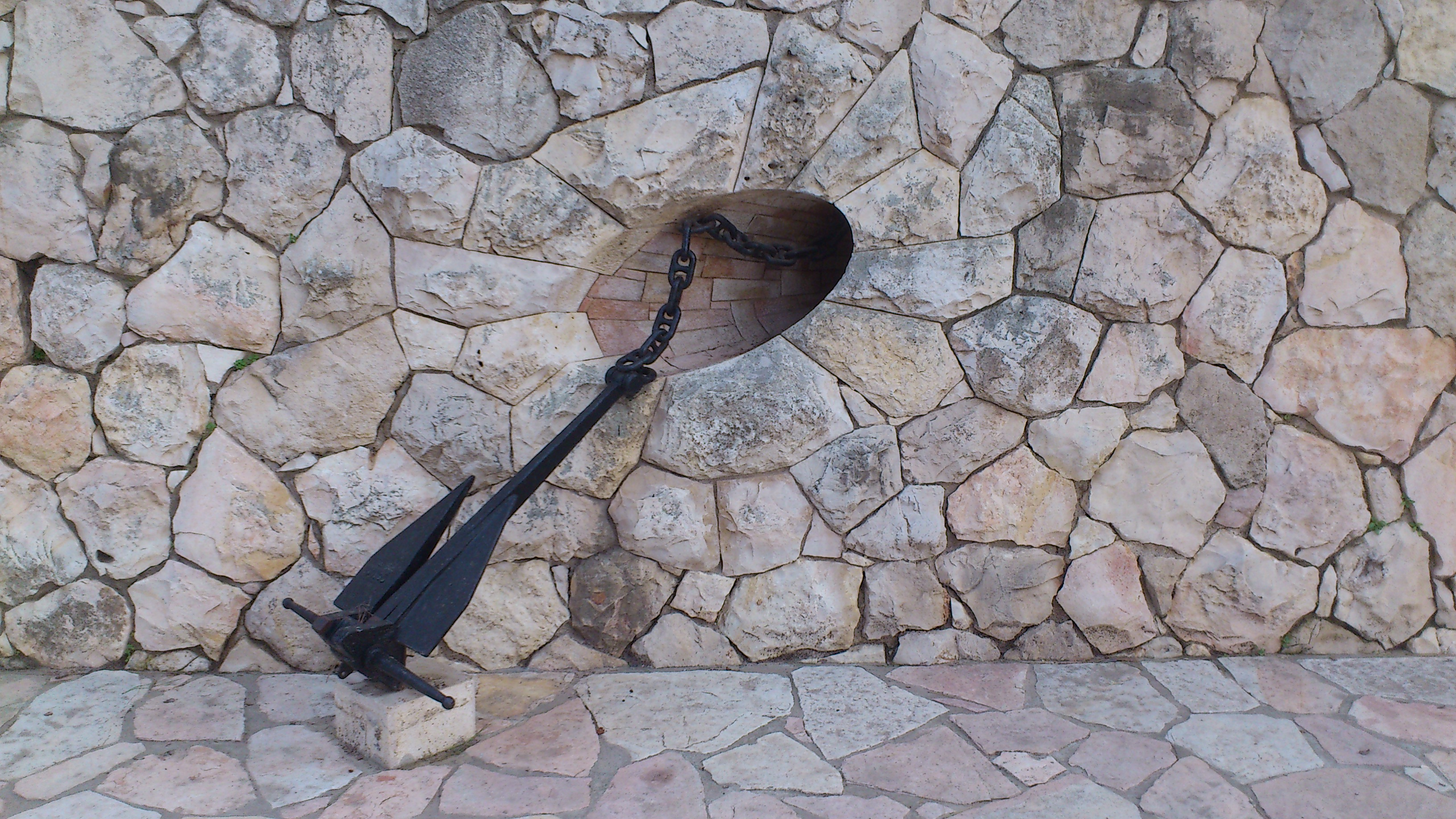